# گاودره (سنندج)
گاودره (سنندج)، روستایی از توابع بخش مرکزی شهرستان سنندج در استان کردستان ایران است.

## موقعیت
گاودره . [ دَرْ رَ ] (اِخ ) روستایی است از دهستان سراب قامیش بخش حومه ٔ شهرستان سنندج ، واقع در ۳۰۰۰۰ گزی شمال باختری سنندج و ۵۰۰۰ گزی تودارچم . کوهستانی سردسیر. دارای ۵۴ خانوار . زبان کردی . آب آن از چشمه سار. محصول آنجا غلات ، لبنیات ، شغل اهالی کشاورزی و گله داری است .

## جمعیت
این روستا در دهستان سراب قامیش قرار دارد و براساس سرشماری مرکز آمار ایران در سال ۱۳۸۵، جمعیت آن ۲۶۱ نفر (۵۴خانوار) بوده‌است.